# Bachia lineata
Bachia heteropa (смугаста бахія) — вид ящірок родини гімнофтальмових (Gymnophthalmidae). Ендемік Венесуели.

## Поширення і екологія
Смугасті бахії мешкають на схід від озера Маркайбо та серед пагорбів регіону Лара-Фалькон на півночі Венесуели. Вони живуть в сухих тропічних лісах.